# Darkest of Days
Darkest of Days là một game bắn súng góc nhìn thứ nhất do hãng 8monkey Labs phát triển và Phantom EFX phát hành. Trò chơi được phát hành lần đầu cho Xbox 360, và cũng phát hành cho Microsoft Windows thông qua Steam. Vào ngày 30 tháng 12 năm 2010, Virtual Programming đã phát hành phiên bản Mac OS X của game.
Cốt truyện của trò chơi liên quan đến du hành thời gian; bối cảnh liên quan đến cuộc Chiến tranh Da Đỏ, Nội chiến Hoa Kỳ, Thế chiến I, Thế chiến II và La Mã cổ đại.

## Cốt truyện
Darkest of Days sẽ đưa người chơi hóa thân vào vai Alexander Morris, một người lính chiến đấu trong tiểu đoàn của Tướng Custer trong trận Little Big Horn vào đầu game. Sau khi Custer tử trận và Morris bị thương, anh bất ngờ được một người đàn ông mặc áo giáp tương lai cứu thoát và đưa qua một cánh cổng kỳ lạ. Sau đó, Morris thức dậy trong trụ sở của Kronotek, một tổ chức phát triển công nghệ du hành thời gian và dường như cống hiến vào việc nghiên cứu và bảo vệ lịch sử. Một thành viên Kronotek cấp cao nhất gọi là "Mother" nói với Morris rằng Tiến sĩ Koell, người sáng lập tổ chức, đã mất tích và những xáo trộn đã bắt đầu xuất hiện trong lịch sử, khiến các cá nhân đóng vai trò quan trọng trong lịch sử bị đặt vào tình thế nguy hiểm, và nhiệm vụ của Morris giúp Kronotek khôi phục lịch sử.
Sau đó, Morris bắt đầu khóa huấn luyện chiến đấu với người cộng tác mới là Đặc vụ Dexter, một nhân viên MIA người được cho là đã mất tích vào ngày 9/11. Khi anh ta đến từ thập niên 1800, anh ta yêu cầu một khóa huấn luyện ngầm về kho vũ khí thời "hiện đại" (từ Thế chiến I đến cuối thế kỷ 22). Sau khi hoàn thành khóa huấn luyện của mình, Mother đã giao nhiệm vụ cho Morris và Dexter với việc truy tìm hai cá nhân vốn không thuộc về nơi của họ: một Hạ sĩ xứ Wales từ Quân đội Liên minh miền Nam trong Nội chiến Hoa Kỳ tại trận Antietam, và một sĩ quan quân đội Nga tên là Petrovich trong Thế chiến I tại trận Tannenberg.
Tuy nhiên, việc hoàn thành cả hai nhiệm vụ này bị ngăn chặn bởi một nhóm bí ẩn chỉ được gọi là phe Đối lập (Opposition), cũng có công nghệ du hành thời gian. Trong suốt quá trình chơi game, Morris và Dexter đều tham chiến trong trận Antietam và trận Tannenberg, liên quan đến các trận đánh trên những cánh đồng ruộng ngô lớn, phá hủy hoàn toàn một cây cầu xe lửa và tiến hành một vụ không tặc trên chiếc zeppelin. Mặc dù cả hai Đặc vụ Morris và Dexter ráng sức tìm kiếm và tái hòa nhập Welsh và người anh em sinh đôi của anh ta vào khung thời gian thích hợp, Petrovich vẫn bị coi là kẻ phản bội vì đã từ bỏ chức vụ của mình. Điều này khiến con trai anh, người ban đầu sẽ trở thành một nhà khoa học, gia nhập Quân đội Nga trong Chiến tranh thế giới thứ hai, dẫn đến việc anh ta bị Wehrmacht bắt giữ. Khi hai Đặc vụ Morris và Dexter cố gắng giải cứu anh ta trước khi anh ta đặt chân đến trại tù binh, Morris cũng bị bắt và gửi đến trại.
Sau một thời gian ở trong trại, Petrovich bị kết án tử hình vì cố chạy trốn, nhưng ngay trước khi bị xử tử, xảy ra một vụ nổ bên ngoài trại. Đặc vụ Dexter xuất hiện và hỗ trợ Morris, Petrovich và các tù nhân khác trốn thoát. Khi Petrovich ra ngoài an toàn, Dexter thông báo cho Morris rằng Morris là người đã cài chất nổ, cho phép Dexter xâm nhập vào trại. Vì vậy, Morris quay trở lại, chiến đấu với đám lính canh lọt qua một khu căn cứ của Đức Quốc xã, và đặt chất nổ kích hoạt việc giải thoát của chính mình.
Sau khi giải cứu Petrovich, Morris và Dexter mới phát hiện ra rằng Koell đang ở tại Pompeii, vào ngày 25 tháng 8 năm 79 sau Công nguyên, chính là ngày Núi Vesuvius phun trào và chôn vùi thành phố La Mã này. Đặc vụ Morris và Dexter và một chuyên gia công nghệ tên là Bob giao chiến với đám đặc vụ của phe Đối lập để tìm ch bằng được Koell, người đang ở trong đấu trường trong thành phố này. Koell sau đó vô tình đồng hành cùng với Morris và Dexter quay trở lại thế kỷ 22.
Khi đến thế kỷ 22, một người đàn ông lạ mặt xuất hiện, tự xưng là người đứng đầu phe Đối lập. (Sau đó, người ta nói rằng phe Đối lập là phiên bản tương lai của Kronotek). Người đàn ông hỏi Koell có sai lầm không khi thay đổi những sự kiện khủng khiếp đã xảy ra, mà Koell trả lời là có, bởi vì "những ngày tháng đen tối dạy những bài học quý giá và xác định chúng ta là ai". Người đàn ông sau đó bắn Koell hai lần, một lần vào ngực và một lần vào đầu. Khi đối mặt với Morris và Dexter, anh ta giải thích rằng người xứ Wales và Petrovich thực ra là tổ tiên của các nhà khoa học đã phát minh ra một chuỗi DNA có thể nhắm mục tiêu vào bộ gen xác định danh tính chủng tộc. Anh ta tiếp tục giải thích rằng chuỗi DNA này đã bị các nhà khoa học Trung Đông kém tài năng hơn đánh cắp và sử dụng nhằm tạo ra một loại virus nhắm vào những người gốc châu Âu. Kết quả là 2 tỷ người chết (bao gồm tám trong số mười người ở Bắc Mỹ). Khi Dexter than thở về sự mất mát của gia đình, người đàn ông lạ nói rằng cuộc khủng hoảng này đã được ngăn chặn vì sự can thiệp vào dòng thời gian của phe Đối lập. Mặc dù anh ta nói rõ rằng mục tiêu cuối cùng của Kronotek vẫn là duy trì dòng thời gian, anh ta chỉ ra rằng chỉ trừ một ngoại lệ được tiến hành. Người đàn ông lạ mặt sau đó nói rằng Kronotek của anh ta được tạo ra dành cho các đặc vụ tài năng như Morris và Dexter và mời họ tham gia công ty của anh ta, để lại một bong bóng thời gian mở cho họ tham gia. Khi người đàn ông lạ mặt rời đi, Dexter nhìn vào camera và nói, "Chúng ta làm quái gì bây giờ người anh em?"

## Phát triển
Vì sự khởi đầu của Darkest of Days dựa rất nhiều vào khía cạnh lịch sử của câu chuyện, các nhà phát triển tập trung vào việc tạo nên các trận chiến trở nên chính xác nhất có thể trong lịch sử. Họ đã kết hợp nghiên cứu sâu rộng về các thời kỳ, địa điểm và vũ khí cho từng trận đánh được mô tả trong trò chơi (phần lớn thành phố Pompeii được tái tạo chính xác). Darkest of Days sử dụng NVIDIA PhysX, một bộ engine vật lý được tăng tốc phần cứng.

## Đón nhận
Phiên bản PC nhận được các đánh giá "trái chiều", trong khi phiên bản Xbox 360 nhận được "các đánh giá chung không thuận lợi", theo trang web tổng hợp kết quả đánh giá Metacritic. Nhiều nhà phê bình, bao gồm cả Francis Clarke của ApertureGames, bày tỏ sự thất vọng rằng phần lớn các màn chơi chủ yếu diễn trong hai thời kỳ mà thôi. Tuy nhiên, PC Gamer UK nói rằng "Darkest of Days là tựa game bắn súng góc nhìn thứ nhất độc nhất vô nhị". Các đánh giá tích cực cũng được đưa ra cho phiên bản Xbox 360; Digital Chumps cho biết trò chơi cung cấp một "chiến dịch chơi đơn kết hợp độc đáo và tổng thể. Bất kỳ fan thể loại hành động hay cơ chế du hành thời gian nào cũng đều có cái nhìn một cách nghiêm túc", trong khi GameShark nhận xét rằng "các kỹ thuật biến thành một trò chơi khá hay và kéo nó xuống cõi tầm thường. Tuy nhiên, vũ khí tự động trong trận đánh thời Nội chiến...khó lòng vượt qua nổi."